# Селенографические координаты
Селенографи́ческие координа́ты — числа, которыми обозначают положение точек на поверхности Луны. Начало лунных координат определяется по небольшому кратеру Мёстинг А, находящемуся вблизи центра видимого полушария. Координаты этого кратера приняты такими: 3°12′43″ ю. ш. 5°12′39″ з. д. / 3,212000° ю. ш. 5,211000° з. д..
На поверхности Луны есть также другие опорные пункты для селенографических координат, данные о них выпускаются в селенодезических каталогах.

## Ориентация сторон света

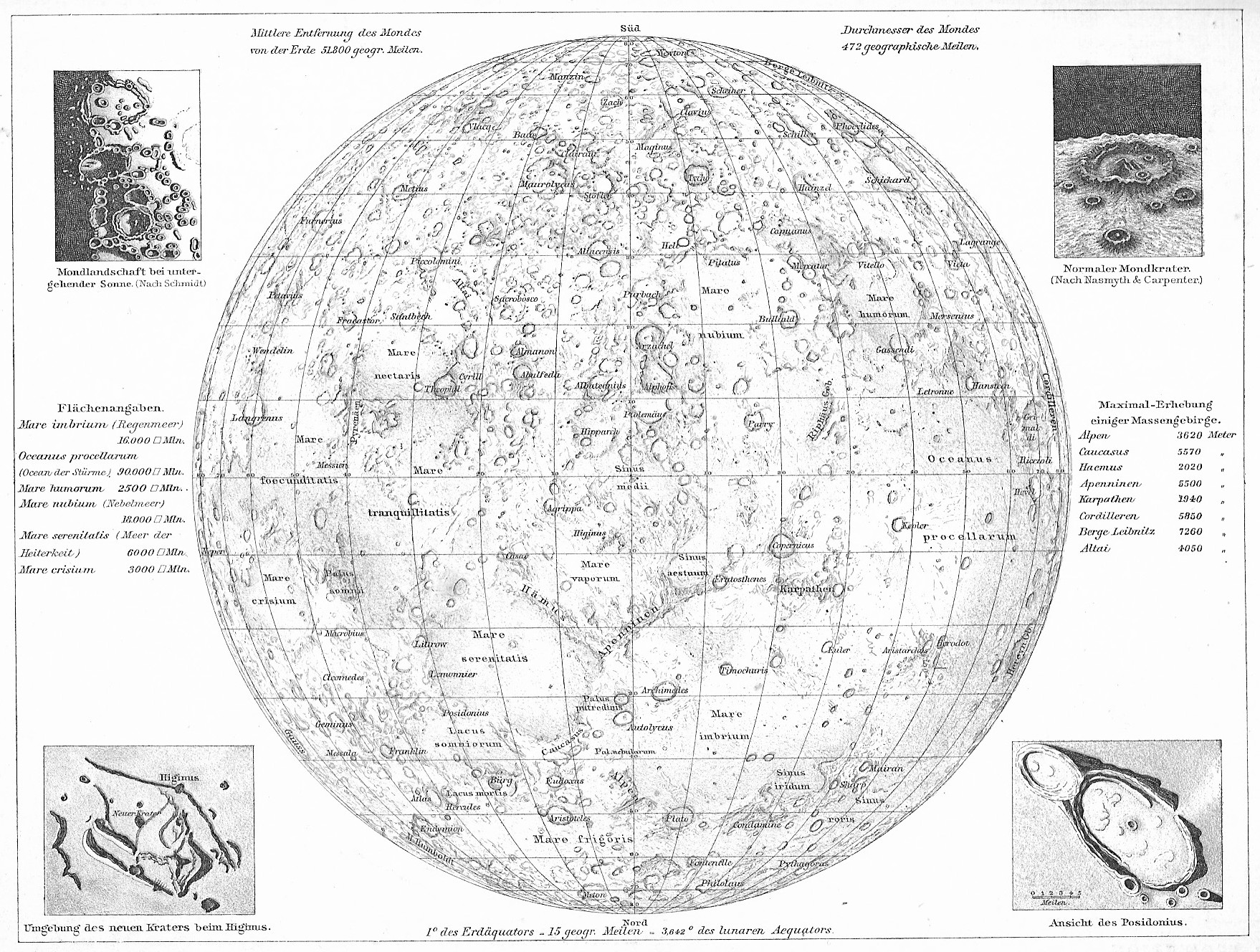
Карта Луны 1881 года, на которой представлена традиционная для того времени ориентация сторон света

Традиционная ориентация сторон света на Луне следовала из практики наземных наблюдений. Телескоп, как правило, переворачивает изображение, поэтому северная часть лунного диска (область Моря Холода) располагалась внизу, а южная — вверху. В связи с этим карты видимого полушария для удобства наблюдений также печатались перевёрнутыми. Восточным считался край, обращённый к точке восхода Луны (то есть к востоку от земного наблюдателя), а западным — обращённый в сторону точки захода.
С техническим развитием и началом космических исследований Луны традиционная система стала вносить путаницу и трудности, поэтому Международным астрономическим союзом в 1961 году было принято решение, в соответствии с которым ориентация сторон света на Луне будет аналогична земной (то есть будет соответствовать точке зрения наблюдателя, находящегося на лунной поверхности). В современной лунной картографии север располагают вверху, юг — внизу, восток — справа, запад — слева (как и на географических картах).

## Прямоугольная система координат
Центр прямоугольной системы селенографических координат обычно относят к центру масс Луны. Оси абсцисс и ординат лежат в плоскости лунного экватора, при этом первая направлена к Земле, а вторая — к востоку, в сторону Моря Кризисов. Ось аппликат направлена вдоль оси вращения Луны.

## Сферическая система координат

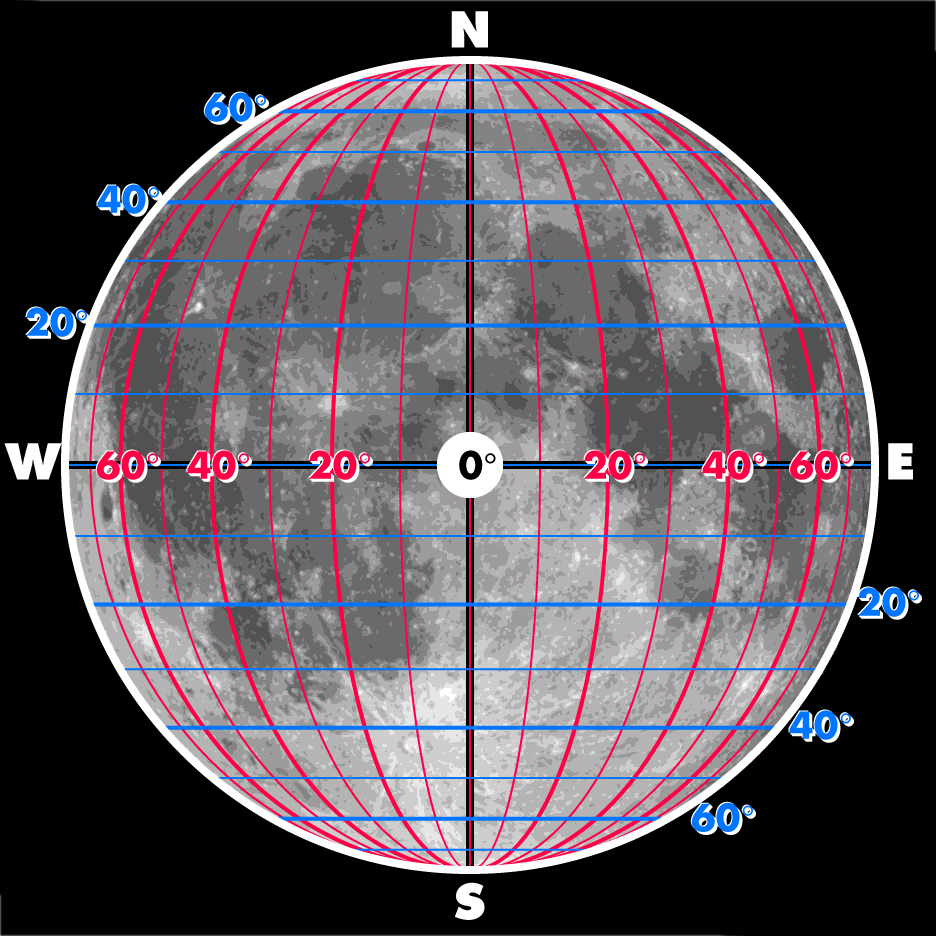
Сферические координаты

В сферической системе селенографических координат долгота отсчитывается от нулевого меридиана (то есть меридиана, проходящего через центр видимого диска в момент, когда Луна находится на линии узлов и линии апсид своей орбиты). Меридианы нумеруются двумя способами — от 0° до 360° к востоку, либо от 0° до +180° к востоку и до −180° к западу (это не[уточнить] согласуется с общим правилом, установленным для планетографических координат). Долгота определяется как двугранный угол между плоскостью нулевого меридиана и плоскостью меридиана, проходящего через точку на поверхности, положение которой требуется определить.
Используется также понятие ко-долготы[уточнить] (англ. colongitude), которая отсчитывается от того же нулевого меридиана, но в противоположную сторону — к западу. Долгота и ко-долгота в сумме дают 360°.
Селенографическая широта представляет собой длину дуги вдоль меридиана и отсчитывается от экватора (к северу со знаком плюс, к югу со знаком минус). 1° дуги лунного меридиана равен 30,334 км.
В 2005 году была создана крупная опорная селенодезическая сеть (Unified Lunar Control Network 2005), которая используется для координат деталей поверхности Луны.